# Edna Politi
Edna Politi est une cinéaste qui a réalisé principalement des films documentaires. Les plus connus abordent deux thématiques distinctes : la création de l’État d'Israël d'une part ; la musique contemporaine d'autre part.

## Biographie
Née à Saïda, de nationalité libanaise, Edna Politi émigre en Israël puis à Berlin. Elle a une licence d'histoire de l'art et d'histoire islamique de l'Université hébraïque de Jérusalem. Elle acquiert une formation dans le domaine de la réalisation à la Deutsche Film- und Fernsehakademie de Berlin.
Elle quitte l'Allemagne pour vivre entre Paris et Genève, et collabore avec la Télévision Suisse Romande, pour laquelle elle réalise divers documentaires de 1985 à 1989. En 1993 elle fonde Contrechamps Productions.

## Filmographie
- 2008 : Kurtàg - Fragments – First of Three Parts : un film centré sur le compositeur György Kurtág[1].
- 2001 : Paul Sacher, portrait du mécène en musicien[1].
- 1997 : Ombres – Autour du «Concerto pour violon – Hommage à Louis Soutter» de Heinz Holliger[1]. Le film a obtenu le Grand Prix pour la Qualité de l’Image, UNESCO Paris 1997[2].
- 1992 : Le Quatuor des Possibles[1]. Le film a obtenu le Golden Gate Award au San Francisco International Film Festival 1993, le Grand Prix Prague d’Or 1993 et le Prix du Documentaire au Festival de Mannheim 1993[2].
- 1989 : Medea-Medea[1].
- 1985 : Hanjo-Hanjo[1].
- 1984 Luciano Berio, folklore privé[1].
- 1983 : Anou Banou ou les Filles de l'utopie[1] ; disponible en ligne sur vimeo : https://vimeo.com/168865017/6b28830444.
- 1983 : Venues d'ailleurs[1].
- 1980 : Comme la mer et ses vagues[1] (unique œuvre de fiction de la réalisatrice).
- 1974 : Pour les Palestiniens, une Israélienne témoigne[1] ; disponible en ligne sur vimeo : https://vimeo.com/210604103/fe8a827855.

## Pour les Palestiniens, une Israélienne témoigne(1974)
Réalisatrice de ce film, Edna Politi est présentée comme une « cinéaste engagée » par Janine Euvrard. Elle est une des premières cinéastes à porter à l'écran la question palestinienne selon le critique de cinéma Gérard Grugeau.

## Anou Banou ou les Filles de l'utopie(1983)
Ce film retrace « l'histoire d'Israël depuis les débuts du sionisme jusqu'à nos jours, vue par des femmes qui furent parmi les premiers fondateurs de kibboutz ». Dans son analyse de l'histoire des films documentaires israéliens, Yael Munk compte Edna Politi parmi les documentaristes femmes qui ont donné une nouvelle inflexion à ce genre cinématographique en Israël, contribuant à l'ouvrir davantage à l'altérité, et à le « féminiser » (Munk se plaçant ici dans le cadre des études de genre).

## Le Quatuor des possibles(1992)
Le Quatuor des possibles est centré sur « le Quatuor Fragmente-Stille an Diotima de Luigi Nono tourné à Royaumont (et à Venise) avec le Quatuor Arditti ». On y voit les Arditti analyser la partition, « tenter d'en approcher le mystère par l'interprétation et la réflexion sur des citations de Hölderlin mises par Nono comme indications de jeu ».